# Agroexpo
La Agroexpo es un evento local realizado en la ciudad de San Carlos, en la Región de Ñuble, Chile, en el cual se realiza la exposición de negocios y productos de los sectores ganaderos, agrícola y artesanal, además de realizarse actividades educativas, culturales y recreacionales. Este evento se ha convertido en el más importante a nivel provincial y regional.
La última versión de este evento se realizó entre el jueves 7 y el domingo 10 de marzo de 2013; se espera que la próxima versión se realiza entre los días 6 y 9 de marzo de 2014.

## Organización
La organización de la Agroexpo es realizada por la "Asociación Gremial de Agricultores de San Carlos" desde el año 1978, y es ayudada por la "Corporación de Desarrollo Municipal de San Carlos" desde 1997. Desde el año 2012 se declaró como un evento regional del tipo oficial; y con patrocinio del Estado a través del Ministerio de Agricultura.

## Versiones
Su primera versión se realizó el año 1978, y desde entonces se realiza entre el primer jueves y el primer domingo de cada año, con excepción del año 2010, en el cual se realizó entre el 8 y el 11 de abril debido al fuerte terremoto ocurrido apenas el 27 de febrero anterior,y que dejó graves consecuencias tanto en la ciudad como en la región y en gran parte del país.